# Wiaczesław Ałanow
Wiaczesław Nikołajewicz Ałanow (ros. Вячеслав Николаевич Аланов, ur. 30 października 1939 w rejonie buińskim w Tatarskiej ASRR, zm. 26 sierpnia 1983 w Swierdłowsku) – rosyjski lekkoatleta startujący w barwach Związku Radzieckiego, długodystansowiec,  olimpijczyk.

## Kariera sportowa
Wystąpił w biegu na 10 000 metrów na igrzyskach olimpijskich w 1968 w Meksyku, zajmując 24. miejsce.
9 marca 1969 ustanowił nieoficjalny halowy rekord świata w rzadko rozgrywanym w hali biegu na 5000 metrów z czasem 13:45,2.
Był brązowym medalistą mistrzostw ZSRR w biegu na 10 000 metrów w 1969 oraz w biegu przełajowym na długim dystansie w 1968 i 1970.
Rekordy życiowe Ałanowa:
- bieg na 5000 metrów – 13:38,8 (12 czerwca 1969, Moskwa)
- bieg na 10 000 metrów – 28:23,8 (21 lipca 1968, Leningrad)

Zmarł śmiercią samobójczą.